# Sinfonía inacabada (obra de teatro)
Sinfonía inacabada es una obra de teatro de Alejandro Casona; fue estrenada en Montevideo el 21 de mayo de 1940.

## Argumento
La obra está ambientada en la Viena de 1814. El joven compositor Franz Schubert, rozando la miseria, debe mantenerse gracias a la generosidad de sus amigos. Vive con emoción su primer concierto y traba amistad con una mujer que será su gran pasión y le inspirará la composición de su genial Sinfonía inacabada.

## Versiones
El 9 de mayo de 1979, TVE emitió una versión en su espacio Estudio 1, con actuación de Emilio Gutiérrez Caba en el papel de Schubert, María Jesús Sirvent, Carlos Ballesteros, Luisa Sala, Pastor Serrador, Mayrata O'Wisiedo, Fernando Cebrián, Inma de Santis, Carlos Mendy y Paloma Pagés.